# フエルテベントゥラ島襲撃
フエルテベントゥラ島襲撃（フエルテベントゥラとうしゅうげき）は1740年に2度行われた、イギリス私掠船によるフエルテベントゥラ島への襲撃。いずれも現地の民兵隊に撃退された。ジェンキンスの耳の戦争の時期にはイギリス私掠船による襲撃が頻発しており、フエルテベントゥラ島の襲撃もその一環とみられる。

## 背景
イギリスの船長の切り落とされた耳に由来するジェンキンスの耳の戦争は1739年から1748年まで続いたイギリスとスペインの間の戦争である。戦争が正式に終わるのは1748年のことであったが、主な戦闘は1742年に終わった。この戦争の時期にはイギリスとスペインの私掠船がそれぞれ襲撃を頻繁に行ったが、本記事ではイギリス私掠船によるフエルテベントゥラ島への襲撃のみ記述する。

## 経過

### 第一次襲撃

トゥイネヘの町、2013年撮影。

1度目の襲撃では私掠船50人がグラン・タラハル湾で上陸、内陸のトゥイネヘ村へ進んだ。私掠船たちがトゥイネヘを略奪している間、島の民兵隊は集結して島を防衛しようとした。フエルテベントゥラ島は過去にも私掠船の襲撃を受けており、カレタ・デ・フステル（Caleta de Fuster）とトストン（Toston）の塔など要塞化が進んでいた。
メルチョル・カブレラ・ベテンコート（Melchor Cabrera Bethencourt、後に同島の総督を務める）は民兵隊を指揮してイギリス私掠船に対抗した。民兵隊の反撃は成功を収め、私掠船50人のうち30人が殺害され、20人が捕虜にされた。ジョージ・グラスによると、民兵隊は棍棒や石を武器とした。私掠船のマスケット銃から身を守るためにラクダの群れの後ろに身を隠したという。捕虜にされた私掠船はテネリフェ島に連行された。

### 第二次襲撃
2回の攻撃の時間差はグラスが6週間としたが、ジョン・マーサー（John Mercer）は1か月とした。いずれにしても、2度の攻撃はほぼ同じ経緯をたどった。
2度目の襲撃ではより多くの私掠船が上陸したと考えられ、グラスは200から300人とした。そして、1度目の襲撃と同じように、私掠船たちはグラン・タラハルで上陸してトゥイネヘを略奪した。ただし、上陸した私掠船の人数については、ジョン・マーサーは「50人」が殺害されたとしており、2度目の襲撃では私掠船が全滅したためマーサーの主張では50人が上陸したことになる。グラスによると、短期間で2度目の襲撃が行われたため、現地民は慈悲を与えようとしなかったという。